# Giorgi Gacharia

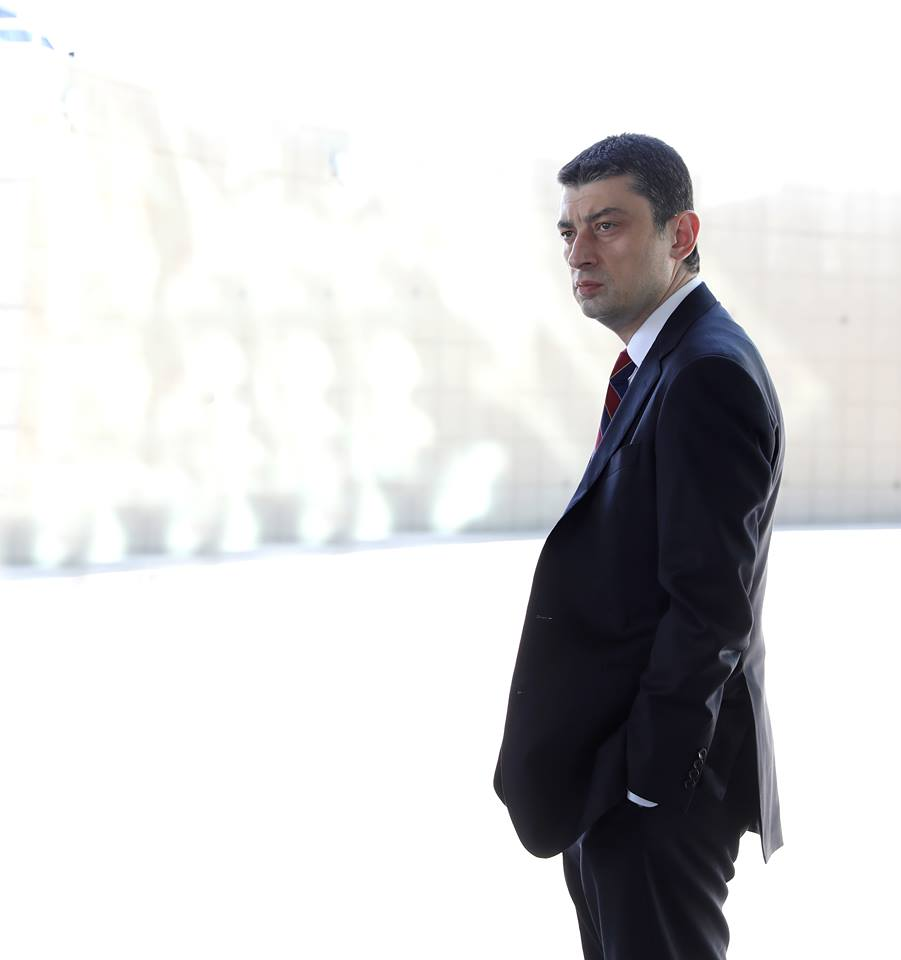
Giorgi Gakharia

Giorgi Gacharia (georgisch გიორგი გახარია, englische Transkription Giorgi Gakharia; * 19. März 1975 in Tbilissi, Georgische SSR, UdSSR) ist ein georgischer Politiker. Vom 8. September 2019 bis zum 18. Februar 2021 war er Premierminister Georgiens. Zuvor amtierte er bereits als Vize-Premierminister und Innenminister. Während seiner Amtszeit in politischen Positionen bis Februar 2021 gehörte er der Partei Georgischer Traum an.

## Ausbildung und frühe Karriere
Von 1992 bis 1994 studierte Gacharia an der Staatlichen Universität Tiflis Geschichte und von 1994 bis 1999 studierte er an der Moskauer Lomonossow-Universität Moskau, wo er einen Master in Politikwissenschaft erhielt. Ab 2002 bis 2004 studierte er an der Higher Business School der Lomonossow-Universität Business Management. Er ging danach in die freie Wirtschaft und übernahm von Mai 2004 bis November 2008 die Position des Generaldirektors der SFK Group. Danach arbeitete er für LSG Sky Chefs, einem Tochterunternehmen der Deutschen Lufthansa AG, in der Abteilung Osteuropa und GUS-Staaten.

## Politische Karriere

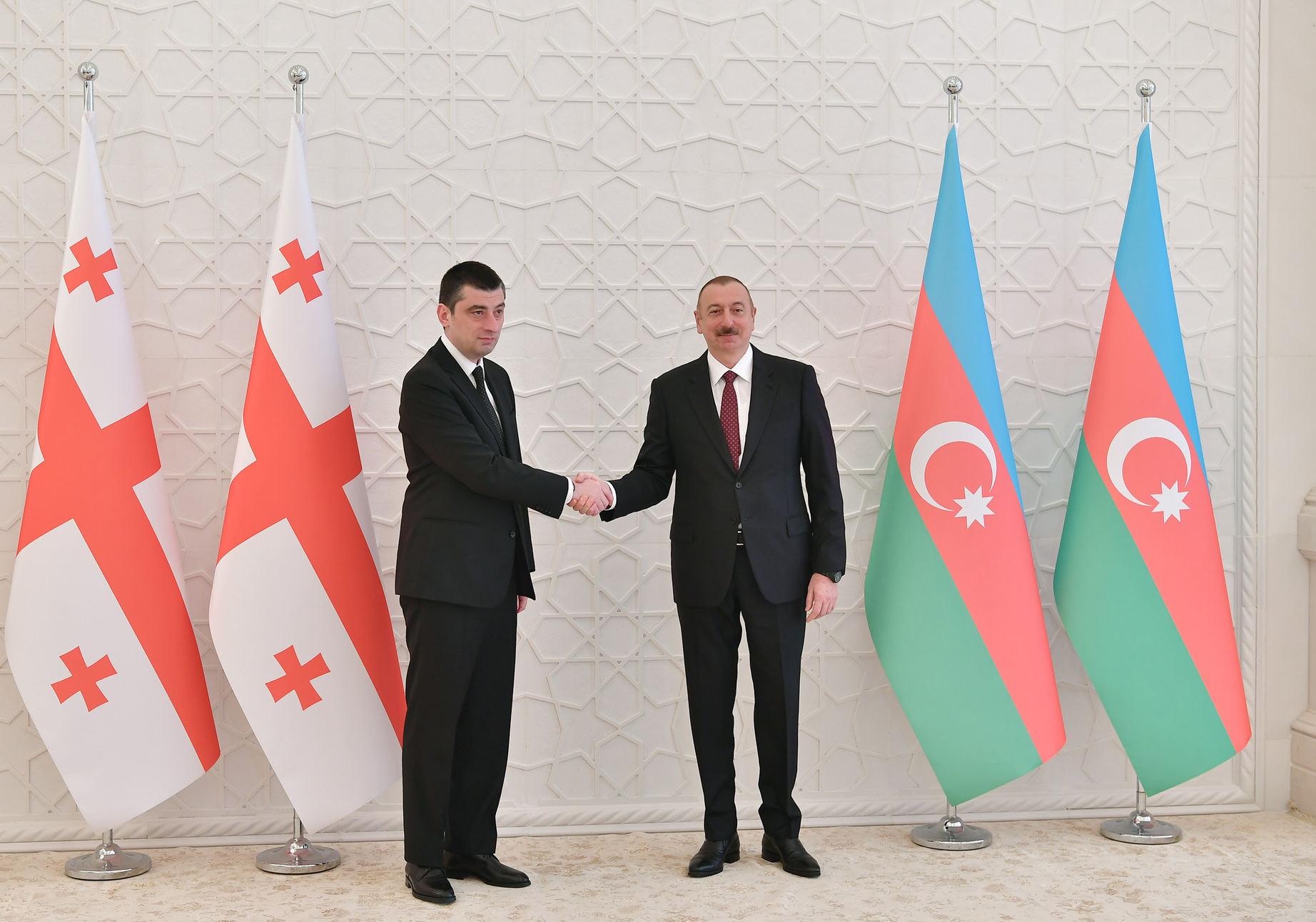
Giorgi Gaharia and İlham Əliyev

Er begann seine politische Karriere im März 2013, als er der Ombudsman für Wirtschaft von Georgien wurde; Er behielt dieses Amt bis Juli 2016. Von Dezember 2014 bis September 2016 war er Sekretär des Wirtschaftsrats. Vom 27. November 2016 bis zum 13. November 2017 war er auch Minister für Wirtschaft und nachhaltige Entwicklung. Am 13. November 2017 wurde Giorgi Gacharia zum Minister für innere Angelegenheiten Georgiens ernannt und übernahm am 17. Juli 2018 auch den Posten des Vizepremierministers. Nach einem gewaltsamen Vorgehen gegen Demonstranten 2019, die gegen die Regierung demonstriert hatten, kam es zu Rücktrittsforderungen gegenüber Gacharia.
Er wurde am 3. September 2019 als Nachfolger von Mamuka Bachtadse, der am Vortag zurückgetreten war, als Premierminister nominiert. Die Ernennung von Gacharia war umstritten und einige Oppositionspolitiker verließen das Parlament aus Protest bei der Debatte über seine Kandidatur. Da die Regierungspartei Georgischer Traum jedoch über Supermajorität im Parlament verfügt, wurde er am 8. September 2019 als neuer Premierminister bestätigt.
Nur wenige Wochen nach seiner Wiederwahl als Premierminister trat er am 18. Februar 2021 infolge des Streits um die Verhaftung von Nika Melia, dem Vorsitzenden der Oppositionspartei ENM, von seinem Amt als Premierminister zurück und aus dem Georgischen Traum aus. Seine erste Stellvertreterin Maja Zkitischwili übernahm daraufhin kommissarisch seine Amtsgeschäfte. Im Mai 2021 gründete er die Partei Für Georgien, für die er bei den Kommunalwahlen im Oktober 2021 als Bürgermeisterkandidat in Tiflis antrat. Gacharia erreichte 9,4 Prozent der Stimmen und verfehlte somit den Einzug in die Stichwahl.